# Ononis euphrasiifolia
Ononis euphrasiifolia är en ärtväxtart som beskrevs av René Louiche Desfontaines. Ononis euphrasiifolia ingår i släktet puktörnen, och familjen ärtväxter. IUCN kategoriserar arten globalt som livskraftig. Inga underarter finns listade i Catalogue of Life.